# Haliclona aquaeductus
Haliclona aquaeductus är en svampdjursart som först beskrevs av Schmidt 1862.  Haliclona aquaeductus ingår i släktet Haliclona och familjen Chalinidae. Utöver nominatformen finns också underarten H. a. taurica.